# いの町紙の博物館
いの町紙の博物館（いのちょうかみのはくぶつかん）は、高知県吾川郡いの町にある和紙の博物館である。
3階建ての土佐漆喰と水切瓦など高知県独特の技法を多く用いた建築である。
第1室では土佐和紙の歴史の変遷を辿りながら、和紙の活用場面や役割を紹介。
第2室では楮や三椏といった原料の刈り入れから和紙の出荷といった工程を紹介する。
第3室には常時紙漉き職人が常駐しており、紙漉き体験を実際に行うことができる。